# 日本—乌兹别克斯坦关系
日本—烏茲別克關係是日本與烏茲別克之間的雙邊關係。

## 歷史

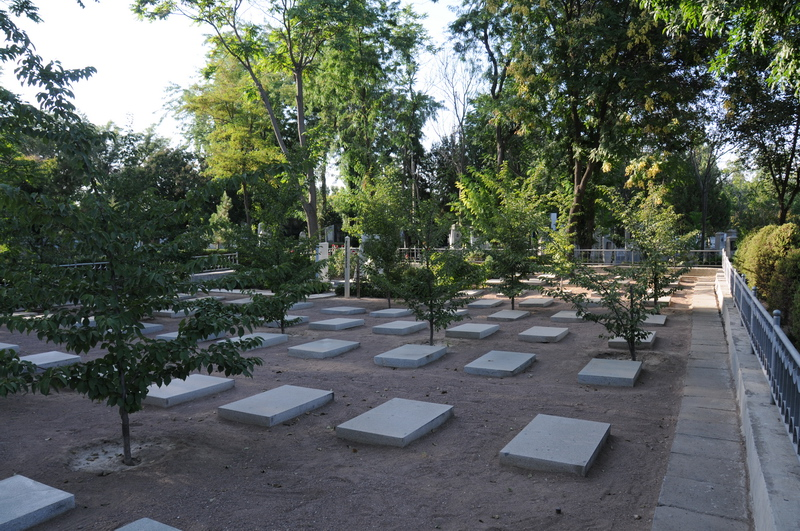
塔什干的日本人墓地

日本於1991年12月28日正式承認烏茲別克為獨立國家、1992年1月26日，兩國正式建交。1993年1月，在塔什干設立大使館，而烏方也於1996年2月在東京設立大使館。
2016年9月2日，自獨立以來擔任總統長達25年的烏茲別克首任總統伊斯蘭·卡里莫夫去世。三天後首相安倍晉三向烏茲別克參議院議長Nigmatilla Yuldashev致唁電。同日外務大臣政務官滝沢求出席在撒馬爾罕舉行的卡立莫夫喪禮。

## 外部連結
- 在ウズベキスタン日本国大使館 （页面存档备份，存于）、同 （页面存档备份，存于） （俄文）
- 駐日ウズベキスタン大使館 （页面存档备份，存于）、同 （页面存档备份，存于） （乌兹别克文）、同 （页面存档备份，存于） （俄文）、同 （页面存档备份，存于） （英文）